# تریر بی‌موی آمریکایی
تریر بی‌موی آمریکایی (به انگلیسی: American Hairless Terrier)، نام یکی از نژادهای سگ است که خاستگاه آن به ایالات متحده آمریکا بازمی‌گردد. این نژاد در حالت بالغ به‌طور میانگین ۵–۲۵ پوند (۲٫۳–۱۱٫۳ کیلوگرم) وزن دارد. تریر بی‌موی آمریکایی در حالت بالغ ۷–۱۸ اینچ (۱۸–۴۶ سانتیمتر) ارتفاع دارد.